# Abundius Maehler
Abundius Maehler (né le 1er juin 1777 à Ehrenbreitstein et mort le 18 février 1853 à Niederheimbach) est maire de Coblence de 1818 à 1847.

## Biographie
Maehler est le fils de Franz Josef Maehler et d'Anna Johanna, née Vacano. Après des études à Gießen, il devient greffier à Virneburg en 1798. Il travaille ensuite comme secrétaire pour les administrations communales de Cochem et Mayen. Après leur dissolution en 1800, il occupe un poste de secrétaire de mairie à Mayen, jusqu'à ce qu'il soit muté à la préfecture de Coblence en juillet 1803. De 1805 à 1814, Maehler est notaire à Mayen. En octobre 1814, il devient vice-ministre de l'administration de l'arrondissement de Coblence sous l'administration austro-bavaroise. Après l'annexion de la Rhénanie par la Prusse, il occupe un poste d'inspecteur de police d'arrondissement auprès du commissaire du gouvernement général à Coblence. Lors de l'installation du gouvernement prussien, il devient secrétaire du gouvernement avec la perspective d'être promu au rang de conseiller de gouvernement. En cette qualité, il est également l'un des directeurs du mont-de-piété de Coblence (de) à partir du 2 juin 1817.

## Maire de Coblence
Le 26 mars 1818, Maehler est nommé maire et directeur de la police de Coblence. Son mandat de près de 30 ans est marqué par l'assiduité et la fidélité. Il rédige ainsi de sa main le procès-verbal de chaque séance du conseil municipal. Sa serviabilité est également passée à la postérité : il sert de médiateur lors de conflits entre les citoyens et l'État prussien. En 1819, il avertit son camarade de classe et partisan de la Révolution française, Joseph Görres, d'une arrestation imminente.
Au cours de son mandat, le pont maritime (de) est construit sur le Rhin (1819), le cimetière principal est aménagé (1820), les ruines du château de Stolzenfels sont données au prince héritier Frédéric-Guillaume IV (1823), la bibliothèque publique est créée (1827), la chambre de commerce (de) est créée (1834) et un contrat d'approvisionnement en gaz de la ville est signé (1845).
Depuis 1843, on se plaint que Maehler ne surveille pas suffisamment l'administration et qu'il y a donc des irrégularités dans le budget de la ville. La raison peut être la maladie antérieure de Maehler depuis 1837. Le commissaire du gouvernement Halm le confirme en été 1845 après examen. Par la suite, Maehler est mis à la retraite en 1847. Alexander Bachem (de) lui succède le 6 mars 1847.

## Honneurs
- 2004 : Nom d'une place à Ehrenbreitstein « Maehlerplatz »